# Кодзи
Közi (яп. こぢ кодзи) — японский музыкант. Его творчество совмещает элементы готики, индастриала, EBM, поп- и рок-музыки. Был участником Malice Mizer (1992—2001, гитарист, автор песен) и Eve of Destiny (2001—2006, гитарист, аранжировщик). С 2002 года занимается сольной деятельностью.

## Биография
Когда Кодзи учился в средней школе, он увидел, как его знакомый пробует исполнить на сцене песни групп Mötley Crüe и Ratt на расстроенной электрогитаре. Кодзи попросил дать ему попробовать сыграть, хотя сам инструментом ещё не владел. С этого момента и начались его занятия музыкой. В качестве своего первого инструмента молодой музыкант выбрал бас-гитару. На ней он играл в составе различных музыкальных коллективов, которые подражали другим группам. В это же время Кодзи начал петь. В 18 лет он переехал в Токио, где начал играть на электрогитаре.
В 1992-м году Кодзи и Мана создали музыкальный проект Malice Mizer. Через два года группа выпускает свой первый альбом, который был быстро распродан. В своём творчестве коллектив совмещает мрачную тематику и веяния французского романтизма, а в живых выступлениях использует танцы и пантомиму. В 2000-м году группа выпустила свой четвёртый альбом, после чего музыканты объявили, что уходят в творческий отпуск, но в итоге коллектив распался.
В 2002 году Кодзи присоединился к проекту Eve of Destiny. Группа дала много концертов в Европе, Азии и Океании — в Японии, Новой Зеландии, Австралии, Швейцарии, на Филиппинах. В 2005 году коллектив столкнулся с неудачами по вине лейбла — задержался выход альбома, сорвался гастрольный тур. Эти обстоятельства привели к распаду группы.
В своей работе Кодзи вдохновляется творчеством Дэвида Боуи. В 2011-м году Кодзи приезжал с концертом в Россию.